# Suero atollabuey
El suero atollabuey es una crema de leche ácida típica de las sabanas de los departamentos colombianos de Córdoba, Sucre y Bolívar, que acompaña cualquier comida.

## Preparación

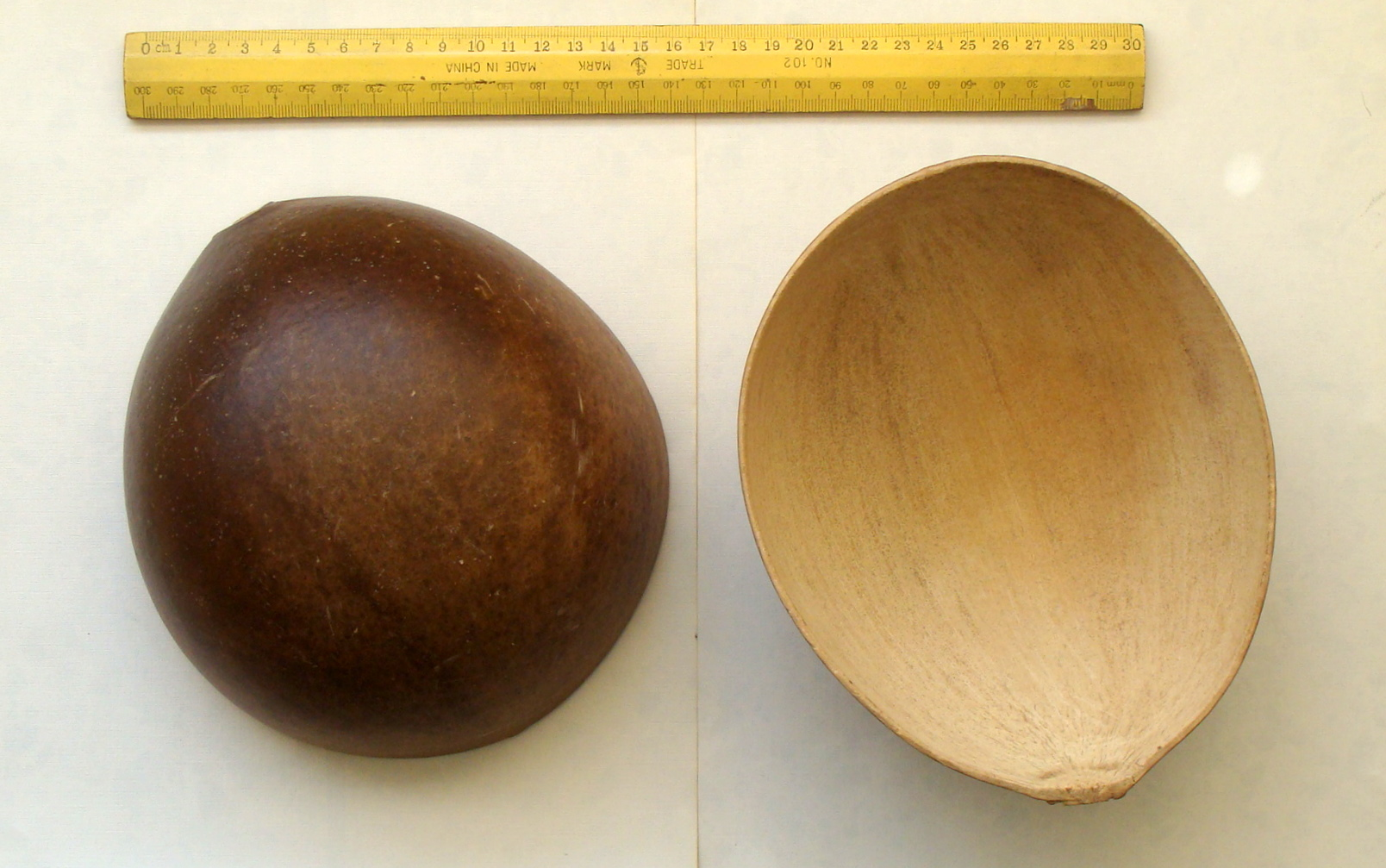
Calabazo, totumo o jícaro.

Se prepara de forma artesanal depositando leche fresca en un bote de madera y cortándola con cuajo. Luego se quiebra con las manos, se junta para hacer una bola de queso, se exprime hasta que escurra, se desmenuza con las manos y se echa en un calabazo o totumo grande que en la parte inferior debe tener un orificio. Se tapa con el pico de una tusa (mazorca a la que se le han retirado los granos de maíz) por donde debe escurrir bien. Se deja para el día siguiente, se le echa nuevamente leche al bote y dos horas después se recoge la grasa. Se bate bien con leche al gusto, se echa al calabazo, se tapa bien por 4 días, y por el orificio se destapa el calabazo con cuidado para sacar la escurridura. Finalmente, se revuelve suavemente con un molinillo, luego de lo cual queda listo el suero atollabuey.
De la escurridura se prepara el encurtido agregándole cebolla, ají dulce o picante, ajo, pimienta en grano y cebollín. En las áreas rurales se le conoce como pasa arroz.

## En otros países
En Venezuela existe un producto muy similar que se conoce con el nombre de suero cremoso. Es típico de los estados occidentales como Lara, Falcón y Trujillo. Se consume mayormente con arepas o con yuca, si bien algunos gustan de añadirlo al arroz e incluso a la pasta. Es de consistencia espesa y se distingue del llamado suero criollo, el cual es más fluido.